# Vezins
Vezins är en kommun i departementet Maine-et-Loire i regionen Pays de la Loire i nordvästra Frankrike. Kommunen ligger i kantonen Cholet 2e Canton som tillhör arrondissementet Cholet. År 2022 hade Vezins 1 750 invånare.

## Befolkningsutveckling
Antalet invånare i kommunen Vezins
| Referens: INSEE |